# Верижно гюле
Верижно гюле (верижен книпел) – старинен артилерийски снаряд, използван в периода XVII—XIX век, предимно от бреговата и корабната артилерия, и предназначено за поразяване на рангоута и такелажа на дървените ветроходни съдове. В някои случаи е използвано и за унищожаване на пехота. Представлява две гюлета или полугюлета (полусфери), съединени с верига (понякога доста дълга – дължината на веригата може да бъде до 3 – 4 метра).
Верижните гюлета конструктивно са сходни с книпела, но използването на дългата верига вместо твърдата връзка прави снаряда значително по-ефективен – верижните гюлета могли да нанесат сериозни щети на рангоута, а книпелът е практически безполезен против него, и освен това по-добре объркват рангоута и такелажа. Бойната им ефективност обуславя използването им, за разлика от бързо излезлите от употреба книпели, до първата половина на 19 век.
Рядко верижните гюлета са използвани и за унищожаване на живата сила на противника; документирано е тяхното използване при обсадата на Магдебург през 1631 г.